# Johann Peter Migendt
Johann Peter Migendt (auch Migend, *  1703 in Birthälm, Fürstentum Siebenbürgen; † 19. September 1767 in Berlin) war ein deutscher Orgelbauer in Berlin und Nachfolger von Joachim Wagner.

## Leben
Peter Migend stammte aus Siebenbürgen. Seit 1731/32 war er Mitarbeiter bei Joachim Wagner in Berlin, seit 1741 dessen Werkmeister nach dem Tod von Kallensee. Von 1747 ist ein gemeinsamer Vertrag mit Wagner über einen Orgelneubau bekannt, 1749 übernahm er dessen Werkstatt. 1755 baute Peter Migendt ein Haus in der späteren Münzstraße 9 in der Spandauer Vorstadt. 1756 erhielt er das Berliner Bürgerrecht.
Mitarbeiter waren unter anderen Georg Friedrich Grüneberg (bis etwa 1756) und Ernst Julius Marx, der die Werkstatt nach 1667 wahrscheinlich übernahm.

## Werkliste (Auswahl)
Von Johann Peter Migendt sind Orgelneubauten, Umbauten, zwei Umsetzungen, Reparaturen, Neubauangebote und Gutachten bekannt. Erhalten sind die Orgeln in Ueckermünde (vorher Berlin, Neue Kirche), die Amalienorgel in Berlin-Karlshorst (vorher im Schloss) und die Orgel in Ringenwalde.
Orgelneubauten
| Jahr      | Ort                    | Gebäude                            | Bild | Manuale | Register | Bemerkungen |
| --------- | ---------------------- | ---------------------------------- | ---- | ------- | -------- | --- |
| 1741      | Trondheim, Norwegen    | Nidarosdom                         |      |         |          | Aufbau der Wagner-Orgel; erhalten |
| 1744      | Angermünde             | St. Marien                         |      |         |          | mit Wagner; umdisponiert erhalten |
| 1749–1751 | Berlin                 | St.-Petri-Kirche                   |      | III/P   | 22       | Fertigstellung der von Wagner begonnenen Orgel, mit 40 Fuß Höhe die damals größte Orgel Berlins; 1908 verbrannt |
| 1750      | Hohenselchow           | Kirche                             |      |         |          | nicht erhalten |
| 1751      | Stettin (Szczecin)     | Schlosskirche                      |      | I/P     | 13       | Bauvertrag 30. Juli 1750, am 2. Mai 1751 in Anwesenheit Friedrichs des Großen eingeweiht, nicht erhalten |
| 1751/52   | Stettin                | St. Gertruden-Kirche               |      | I/P     | 12       | nicht erhalten |
| 1751/1752 | Berlin                 | Neue Kirche auf dem Gendarmenmarkt |      | I/P     |          | 1847 von Buchholz erweitert, 1881 an die Marienkirche (Ueckermünde) verkauft, erhalten |
| 1753      | Berlin                 | Bethlehems-Kirche                  |      | I       |          | Kontrakt vom 6. Februar 1753, Fertigstellung am 27. September 1753, im November 1943 zerstört |
| 1754/1755 | Köpenick               | Stadtkirche                        |      |         |          | Zuschreibung |
| 1755      | Berlin                 | Balkonzimmer im Berliner Schloss   |      | II/P    | 22       | Amalienorgel, mit Marx, Fertigstellung Dezember 1755; seit 1767 im Palais Unter den Linden, seit 1788 in Schlosskirche Buch, 1939 in der Marienkirche zwischengelagert; seit 1956 in Karlshorst, Pfarrkirche zur Frohen Botschaft, 2010 rekonstruiert → Orgel |
| 1755      | Rixdorf                | Böhmische Brüdergemeine            |      | I (/P?) | 5        | |
| 1758      | Joachimsthal           | Kirche                             |      | I/P     | 12       | |
| um 1759   | Großmutz               | Kirche                             |      |         |          | Zuschreibung |
| 1760      | Ringenwalde, Uckermark | Dorfkirche                         |      | I       | 8        | Abnahme 25. Oktober 1760, 1913 umgebaut, 2006 Rekonstruktion und Erweiterung um ein selbstständiges Pedal, erhalten → Orgel |
| 1761      | Stettin                | St. Nikolai-Kirche                 |      | II/P    | 26       | Migendts größte Orgel. Finanziert durch den Nachlass von Jakob Friedrich Küsel. Zerstört beim Brand der Kirche 9./10. Dezember 1811 |
| 1762      | Berlin                 | Arbeitshaus, Kirche                |      | I/P     | 8        | nicht erhalten |

Weitere Arbeiten
| Jahr      | Ort                      | Gebäude                     | Bild | Manuale | Register | Bemerkungen                                                                                            |
| --------- | ------------------------ | --------------------------- | ---- | ------- | -------- | --- |
| 1746/1747 | Berlin-Spandau           | St.-Nikolai-Kirche          |      |         |          | umfassende Reparatur der Wagner-Orgel von 1734; nicht erhalten                                         |
| 1753      | Berlin                   | Alte Schloss- und Domkirche |      | II/P    | 32       | Umsetzung und Veränderung der Orgel von Röder von 1720. 1817 durch einen Neubau von Buchholz abgelöst. |
| 1754      | Berlin                   | Jerusalemkirche             |      | II/P    | 26       | Renovierung und Erweiterung der Wagner-Orgel von 1723 (ursprgl. aus der alten Garnisonkirche Potsdam)  |
| 1756      | Stettin                  | Jakobikirche                |      | III/P   | 46       | Instandsetzung der Orgel von Matthias Schurig und Arp Schnitger (1700); 1944 zerstört                  |
| 1759      | Brandenburg an der Havel | Dom St. Peter und Paul      |      | II/P    | 33       | Gründliche Überholung der Großen Domorgel (Wagner, 1723); erhalten                                     |